# 최인철 (스피드스케이팅 선수)
최인철(1974년 1월 19일~)은 조선민주주의인민공화국의 스피드스케이팅인이다. 선수 시절 1992년 동계 올림픽에 참가했다.